# Brava (Lali Espósito)

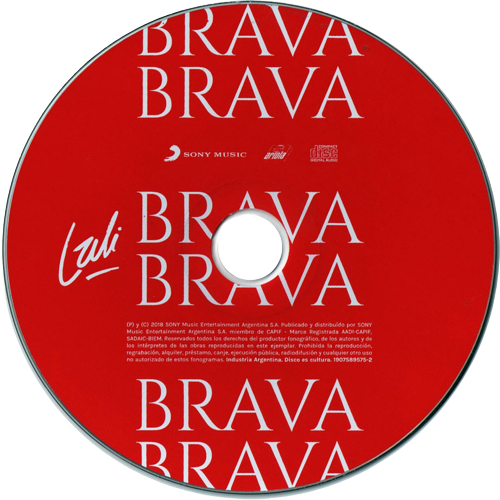

Brava (stilizzato come BRAVA) è il terzo album in studio della cantante argentina Lali Espósito, pubblicato il 10 agosto 2018 dalla Sony Music.
Tu sonrisa è stato rilasciato il 24 dicembre 2017 come singolo promozionale.

## Tracce
1. OMG – 3:56 (Lali Espósito, Pablo Akselrad, Luis Burgio e Gustavo Novello)
2. Tu novia – 3:22 (Lali Espósito, Pablo Akselrad, Luis Burgio e Gustavo Novello)
3. Besarte mucho – 3:18 (Lali Espósito, Pablo Akselrad, Luis Burgio e Gustavo Novello)
4. Somos amantes – 3:29 (Lali Espósito, Pablo Akselrad, Luis Burgio e Gustavo Novello)
5. Salvaje (feat. Abraham Mateo) – 2:37 (Lali Espósito, Abraham Mateo Chamorro, Eric Perez, Luis O'Neill, Jadan Andino, Armando Lozano, Pablo Akselrad, Luis Burgio e Gustavo Novello)
6. 100 grados (feat. A.Chal) – 3:24 (Lali Espósito, Pablo Akselrad, Luis Burgio, Jowan Espinosa, Daniel Giraldo, Kevin Mauricio Jiménez, Gustavo Novello, Alejandro Patiño, Juan Pablo Piedrahíta, Andrés David Restrepo, Stiven Rojas, Alejandro Salazar, Bryan Snaider Lezcano e Salomón Villada Hoyos)
7. Caliente (feat. Pabllo Vittar) – 3:12 (Lali Espósito, Arthur Marques, Pablo Bispo, Rodrigo Gorky, Pablo Akselrad, Luis Burgio e Gustavo Novello)
8. Una na – 3:46 (Lali Espósito, Andy Clay, Pablo Akselrad, Luis Burgio e Gustavo Novello)
9. Vuelve a mi – 4:14 (Lali Espósito, Pablo Akselrad, Luis Burgio e Gustavo Novello)
10. Sin querer queriendo (feat. Mau y Ricky) – 3:48 (Lali Espósito, Stephen McGregor, Mauricio Montaner, Ricardo Montaner, Camilo, Jon Leona, Pablo Akselrad, Luis Burgio e Gustavo Novello)
11. Mi ultima canción (feat. Reik) – 3:39 (Jesús Navarro, Julio Ramírez, Andrés Torres e Mauricio Rengifo)
12. Tu sonrisa – 3:33 (Lali Espósito, Pablo Akselrad, Luis Burgio e Gustavo Novello)